# 大坑道巴士總站
跑馬地（上），大坑道巴士總站（英語：Tai Hang Road Bus Terminus）位於香港灣仔區黃泥涌峽大坑道近司徒拔道，為一個路邊巴士總站，並設有一道樓梯連接黃泥涌峽道。現時有一條巴士路線以此為總站。
此總站與位於蟠龍道的跑馬地（上）巴士總站並無任何關係，而城巴1號線本身亦不停靠此站。巴士公司內部仍然稱此總站為大坑道。

## 總站路線資料

### 城巴8X線
- 小西灣（藍灣半島） ↔ 跑馬地（上）

於1996年4月22日投入服務，2022年8月21日延長至此站開出，途經銅鑼灣、天后、炮台山、北角、東區走廊及柴灣。

### 城巴19P線
- 筲箕灣 → 跑馬地（上）

2013年3月24日投入服務，由城巴營運，前身為新巴19線的特別班次，由筲箕灣單向開往跑馬地（上），只於上課日早上開出一班。

## 外部連結
- 跑馬地（上），大坑道巴士總站 （页面存档备份，存于），城巴／新巴